# XIII (banda desenhada)
XIII (Pronuncia:Thirteen|Treze em português) é uma série de quadrinhos belgas sobre um homem amnésico que procura descobrir seu passado. Foi criado pelo escritor Jean Van Hamme e pelo artista William Vance. Atualmente, está sendo escrito por Yves Sente e Youri Jigounov. A história dos cinco primeiros volumes foi adaptada para um videogame em 2003, também intitulado XIII, lançado em várias plataformas. Um filme de televisão canadense baseado na série XIII: The Conspiracy, foi lançado em 2008. Foi seguido em 2011 por duas temporadas de uma série de TV, cada 13 episódios, chamada XIII: The Series.

## Popularidade
XIII foi lançado em 1984 como uma série na popular revista Spirou, e era popular entre os leitores de Spirou. Os três primeiros episódios foram lançados como um único volume de capa dura por Dargaud no mesmo ano. Isso continuou em edições posteriores e, na época da oitava edição, Thirteen To One, as vendas da capa dura haviam chegado a 140.000 cópias. A promoção para a série incluiu um sorteio especial da loteria nacional francesa em 2000, com 1.500.000 bilhetes e um grande prêmio de € 13.000.

## Traduções
O XIII foi originalmente escrito em francês e foi traduzido para vários idiomas, incluindo inglês, holandês, alemão, polonês, sueco, tâmil, servo-croata e italiano. 

## Adaptações para videogame
XIII foi adaptado pela Ubisoft como um videogame de tiro em primeira pessoa em 2003, lançado para PlayStation 2, GameCube, Xbox, PC e Apple Macintosh. O enredo do jogo é uma adaptação dos cinco primeiros volumes da série de quadrinhos. Uma sequência, intitulada XIII²: Covert Identity, foi lançada pela Gameloft como um jogo de plataforma com rolagem lateral para celulares em outubro de 2007.
Em novembro de 2011, a Anuman Interactive lançou um jogo de aventura baseado na série, intitulado XIII: Lost Identity.
Em abril de 2019, a Ubisoft anunciou um remake da série na "sombra" de seu esforço de 2003, desenvolvido pela PlayMagic Ltd para várias plataformas de geração atual e está planejado para um lançamento em 2020.

## Séries de TV
Uma mini-série de TV XIII em duas partes chamada XIII: The Conspiracy, estrelada por Val Kilmer e Stephen Dorff, foi exibida no canal de televisão premium francês Canal+ em outubro de 2008. Foi exibido em outros territórios em 2009 e está disponível em DVD. É baseado nos cinco primeiros volumes da série de quadrinhos e é cronologicamente seguido por uma série de televisão direta. 
Em 2011, uma série de TV chamada XIII: The Series foi exibida no Canadá, em França, e noutros países e é uma continuação da minissérie de 2008. Estrelou Stuart Townsend e Aisha Tyler A primeira temporada seguiu o enredo construído após o Volume 5, concentrando-se no passado de XIII como nos quadrinhos, enquanto a segunda temporada se desenvolve para além da trama de todos os materiais existentes, com uma história original não relacionada com o material de origem.